# Magnoliidae
Le Magnoliidae sono una sottoclasse di piante dicotiledoni della classe delle Magnoliopsida, suddivisa in 8 ordini e 39 famiglie con circa 12 000 specie di piante erbacee, suffruticose, arbustive e arboree, che conservano caratteri morfologici, anatomici e biochimici primitivi, diversi dal resto delle altre dicotiledoni (eudicotiledoni); fiori con perianzio formato da tepali o raramente con la presenza di soli petali, o senza perianzio, androceo con stami numerosissimi, gineceo comunemente apocarpico o monocarpico, semi con o senza endosperma, a volte accompagnato o rimpiazzato da perisperma, embrione solitamente di piccole dimensioni, cotiledoni normalmente due, occasionalmente 3 o 4 (nelle Degeneraiceae e Idiospermiaceae).

## Ordini e famiglie
La classificazione classica suddivide le Magnoliidae in ordini e famiglie come segue:
- Aristolochiales
  - Aristolochiaceae
- Illiciales
  - Illiciaceae
  - Schisandraceae
- Laurales
  - Amborellaceae
  - Calycanthaceae
  - Gomortegaceae
  - Hernandiaceae
  - Idiospermaceae
  - Lauraceae
  - Monimiaceae
  - Trimeniaceae
- Magnoliales
  - Annonaceae
  - Austrobaileyaceae
  - Canellaceae
  - Degeneriaceae
  - Eupomatiaceae
  - Himantandraceae
  - Lactoridaceae
  - Magnoliaceae
  - Myristicaceae
  - Trimeniaceae
  - Winteraceae
- Nymphaeales
  - Barclayaceae
  - Cabombaceae
  - Ceratophyllaceae
  - Nelumbonaceae
  - Nymphaeaceae
- Papaverales
  - Fumariaceae
  - Papaveraceae
- Piperales
  - Chloranthaceae
  - Piperaceae
  - Saururaceae
- Ranunculales
  - Berberidaceae
  - Circaeasteraceae
  - Coriariaceae
  - Lardizabalaceae
  - Menispermaceae
  - Ranunculaceae
  - Sargentodoxaceae
  - Sabiaceae